# Polfarmex Kutno
KKS PRO BASKET Kutno – męski klub koszykówki z Kutna. Założony 15.10.2000 jako KU AZS WSGK Kutno. W sezonie 2010/2011 klub występował na parkietach II ligi. Sezon zakończył awansem do I ligi. Od 01.01.2013 klub działa pod nazwą Koszykarski Klub Sportowy PRO-BASKET Kutno. Drużyna seniorów w rozgrywkach 1 ligi brała udział pod nazwą AZS WSGK POLFARMEX Kutno i zajęła trzecie miejsce, zdobywając brązowe medale Mistrzostw Polskiego Związku Koszykówki. W sezonie 2013/2014 drużyna awansowała do Tauron Basket Ligi.

## Zarząd stowarzyszenia KKS PRO -BASKET Kutno
- Prezes: Sławomir Erwiński,
- Wiceprezes Zarządu :Jacek Sikora
- Członkowie Zarządu: Marek Koralewski,Mariusz Piątek, Jerzy Fronczak
- Członek Rady Nadzorczej: Marek Koralewski, Waldemar Płocha, Jerzy Fronczak

## Zarząd  KKS PRO BASKET Kutno S.A.
- Prezes: Mariusz Piątek
- Członkowie Rady Nadzorczej: Marek Koralewski, Waldemar Płocha, Jerzy Fronczak
- Szef Rady Sponsorów: Jacek Sikora

## Pracownicy klubu
- Dyrektor Generalny: Krzysztof Szablowski
- Fizjoterapeuta: Paulina Gawron, Witold Paradowski
- Kierownik biura: Paulina Krauze

## Sukcesy
- Awans do TBL - 2014
- Puchar Polski PZKosz - 2013
- finalista Pucharu Polski PZKosz - 2012
- Awans do I ligi - 2011
- Awans do II ligi - 2005
- Brązowy medal Mistrzostw Polskiego Związku Koszykówki - 2013

## Sezon po sezonie
| Sezon   | Liga    | Sezon zasadniczy | Sezon zasadniczy | Sezon zasadniczy | Sezon zasadniczy | Play-off/Play-out | ↑↓ |
| Sezon   | Liga    | Miejsce          | W                | P                | Bilans pkt       | Play-off/Play-out | ↑↓ |
| ------- | ------- | ---------------- | ---------------- | ---------------- | ---------------- | --- | -- |
| 2006/07 | II liga | 8                | 9                | 13               | 1690:1734        | |    |
| 2007/08 | II liga | 12               | 10               | 16               | 1946:2026        | |    |
| 2008/09 | II liga | 6                | 15               | 11               | 2007:1940        | |    |
| 2009/10 | II liga | 5                | 16               | 10               | 2365:2067        | |    |
| 2010/11 | II liga | 2                | 22               | 4                | 2174:1699        | Play-off Wygrana – Półfinały (SMS PZKosz Władysławowo) 3–0 Wygrana - Finał (Polski Cukier Toruń) 3–2                                                | ↑  |
| 2011/12 | I liga  | 8                | 15               | 13               | 1959:1938        | Play-off Przegrana – Runda I (Start Gdynia) 0–3 |    |
| 2012/13 | I liga  | 3                | 20               | 10               | 2259:2088        | Play-off Wygrana – Runda I (Spójnia Stargard) 3–0 Przegrana – Półfinały (MOSiR Krosno) 1–3 Wygrana – mecz o brązowy medal (Polski Cukier Toruń) 2–0 |    |
| 2013/14 | I liga  | 3                | 19               | 7                | 2051:1788        | Play-off Wygrana – Runda I (Sokół Łańcut) 3–1 Wygrana – Półfinały (MOSiR Krosno) 3–1 Wygrana – Finał (WKK Wrocław) 3–0                              | ↑  |
| 2014/15 | PLK     | 10               | 13               | 17               | 2287:2364        | |    |
| 2015/16 | PLK     | 7                | 18               | 14               | 2272:2225        | Play-off Przegrana – Runda I (Rosa Radom) 0–3 |    |
| 2016/17 | PLK     | 17               | 5                | 27               | 2170:2463        | | ↓  |
| 2017/18 | I liga  | 6                | 21               | 11               | 2374:2175        | Play-off Przegrana – Runda I (Sokół Łańcut) 1–3 |    |
| 2018/19 | I liga  | 12               | 12               | 18               | 2313:2430        | Play-out Wygrana – Runda I (AZS AGH Kraków) 3–1 |    |

## Historyczne składy

### Kadra 2018/2019
Źródło: 1lm.pzkosz.pl.
| Nr | Poz. | Nar.   | Nazwisko i imię       | Data urodzenia | Wzrost | Masa ciała |
| -- | ---- | ------ | --------------------- | -------------- | ------ | ---------- |
| 30 | PF   | Polska | Andrzejewski, Tomasz  | 1979-10-26     | 204 cm |            |
| 15 | SF   | Polska | Czyżnielewski, Filip  | 1991-04-22     | 198 cm |            |
| 1  | SG   | Polska | Fiszer, Jakub         | 1995-06-29     | 187 cm |            |
| 7  | PG   | Polska | Gospodarek, Patryk    | 1994-03-09     | 184 cm |            |
| 3  | SG   | Polska | Majewski, Bartosz     | 1997-12-08     | 190 cm |            |
| 9  | C    | Polska | Marek, Michał         | 1996-10-22     | 208 cm | 102 kg     |
| 17 | PF   | Polska | Matyszkiewicz, Adrian | 1998-11-15     | 202 cm |            |
| 41 | SF   | Polska | Nowicki, Paweł        | 1992-12-29     | 201 cm |            |
| 11 | SG   | Polska | Obarek, Karol         | 1993-12-31     | 194 cm |            |
| 12 | SF   | Polska | Pawlak, Szymon        | 1998-03-16     | 192 cm | 82 kg      |
| 10 | PG   | Polska | Sobczak, January      | 1997-12-03     | 179 cm | 69 kg      |
| 33 | C    | Polska | Żmudzki, Maciej       | 1997-05-12     | 206 cm |            |

Trener:  Jarosław Krysiewicz
 Asystenci: Krzysztof Szablowski
W trakcie sezonu odszedł Patryk Wieczorek.

### Kadra 2017/2018
Źródło: 1lm.pzkosz.pl.
| Nr | Poz. | Nar.   | Nazwisko i imię         | Data urodzenia | Wzrost | Masa ciała |
| -- | ---- | ------ | ----------------------- | -------------- | ------ | ---------- |
| 21 | PF   | Polska | Antczak, Damian         | 1995-08-22     | 198 cm | 94 kg      |
| 19 | SF   | Polska | Ćwirko-Godycki, Mateusz | 1999-05-14     | 195 cm | 87 kg      |
| 33 | PF   | Polska | Janiak, Damian          | 1989-10-20     | 195 cm | 90 kg      |
| 13 | SF   | Polska | Kobus, Arkadiusz        | 1986-12-06     | 196 cm | 97 kg      |
| 8  | SG   | Polska | Lewandowski, Artur      | 2001-05-01     | 187 cm | 73 kg      |
| 91 | SG   | Polska | Majewski, Bartosz       | 1997-12-08     | 190 cm |            |
| 3  | C    | Polska | Marek, Michał           | 1996-10-22     | 208 cm | 102 kg     |
| 12 | SF   | Polska | Pawlak, Szymon          | 1998-03-16     | 192 cm | 82 kg      |
| 15 | SF   | Polska | Popławski, Michał       | 2000-08-09     | 195 cm | 75 kg      |
| 10 | PG   | Polska | Sobczak, January        | 1997-12-03     | 178 cm | 69 kg      |
| 22 | PF   | Polska | Szwed, Mateusz          | 1991-01-01     | 198 cm | 86 kg      |
| 16 | PG   | Polska | Tradecki, Przemysław    | 1989-10-25     | 185 cm | 77 kg      |
| 18 | PF   | Polska | Wojdyła, Tomasz         | 1977-06-17     | 201 cm | 100 kg     |
| 6  | G/F  | Polska | Zębski, Mateusz         | 1992-05-13     | 190 cm |            |

Trener:  Jarosław Krysiewicz
 Asystenci: Krzysztof Szablowski
W trakcie sezonu odszedł Dawid Adamczewski.

### Kadra 2016/2017
Źródło: plk.pl.
| Nr | Poz. | Nar.              | Nazwisko i imię      | Data urodzenia | Wzrost | Masa ciała |
| -- | ---- | ----------------- | -------------------- | -------------- | ------ | ---------- |
| 18 | SG   | Nigeria           | Emegano, Obi         | 1993-04-29     | 190 cm |            |
| 21 | C    | Kanada            | Fraser, Michael      | 1984-06-28     | 203 cm | 114 kg     |
| 13 | PF   | Polska            | Gabiński, Michał     | 1987-02-11     | 202 cm | 104 kg     |
| 77 | PG   | Polska            | Grochowski, Grzegorz | 1993-03-15     | 180 cm | 84 kg      |
| 6  | SF   | Polska            | Jarecki, Jacek       | 1988-08-20     | 196 cm | 98 kg      |
| 35 | G/F  | Polska            | Kobus, Arkadiusz     | 1986-12-06     | 196 cm | 95 kg      |
| 30 | PG   | Polska            | Kowalczyk, Sebastian | 1993-03-25     | 188 cm | 73 kg      |
| 3  | C    | Polska            | Marek, Michał        | 1996-10-22     | 208 cm | - kg       |
| 12 | SF   | Polska            | Pawlak, Szymon       | 1998-03-16     | 192 cm | 82 kg      |
| 7  | PF   | Białoruś          | Sałasz, Maksim       | 1996-05-06     | 208 cm | 100 kg     |
| 10 | PG   | Polska            | Sobczak, January     | 1997-12-03     | 178 cm | 69 kg      |
| 4  | PG   | Stany Zjednoczone | Thompson, D.J.       | 1985-05-02     | 173 cm | 84 kg      |

Trener:  Krzysztof Szablowski
 Asystenci: Wojciech Walich
W trakcie sezonu odeszli: trener Jarosław Krysiewicz, Mateusz Bartosz, Dardan Berisha, Maciej Poznański oraz Devante Wallace.

### Kadra 2015/2016
Źródło: plk.pl.
| Nr | Poz. | Nar.              | Nazwisko i imię      | Data urodzenia | Wzrost | Masa ciała |
| -- | ---- | ----------------- | -------------------- | -------------- | ------ | ---------- |
| 15 | PF   | Polska            | Bartosz, Mateusz     | 1987-03-29     | 205 cm | 103 kg     |
| 4  | C    | Stany Zjednoczone | Faber, Krystopher    | 1990-06-11     | 207 cm | 118 kg     |
| 21 | C    | Kanada            | Fraser, Michael      | 1984-06-28     | 203 cm | 114 kg     |
| 13 | PF   | Polska            | Gabiński, Michał     | 1987-02-11     | 202 cm | 104 kg     |
| 7  | PG   | Polska            | Grochowski, Grzegorz | 1993-03-15     | 180 cm | 84 kg      |
| 6  | SF   | Polska            | Jarecki, Jacek       | 1988-08-20     | 196 cm | 98 kg      |
| 65 | PF   | Stany Zjednoczone | Johnson, Kevin       | 1984-06-04     | 201 cm | 102 kg     |
| 8  | SG   | Polska            | Malczyk, Marcin      | 1982-04-20     | 193 cm | 98 kg      |
| 23 | PG   | Stany Zjednoczone | Parker, Josh         | 1989-06-23     | 183 cm | 84 kg      |
| 12 | SF   | Polska            | Pawlak, Szymon       | 1998-03-16     | 192 cm | 82 kg      |
| 18 | SF   | Polska            | Poznański, Maciej    | 1998-03-11     | 191 cm | 83 kg      |
| 10 | PG   | Polska            | Sobczak, January     | 1997-12-03     | 178 cm | 69 kg      |
| 11 | SF   | Polska            | Wołoszyn, Bartłomiej | 1986-08-09     | 196 cm | 92 kg      |
| 24 | G/F  | Polska            | Zyskowski, Jarosław  | 1992-07-16     | 203 cm | 95 kg      |

Trener:  Jarosław Krysiewicz
 Asystenci: Wojciech Walich, Krzysztof Szablowski

### Kadra 2014/2015
Źródło: plk.pl.
| Nr | Poz. | Nar.              | Nazwisko i imię      | Data urodzenia | Wzrost | Masa ciała |
| -- | ---- | ----------------- | -------------------- | -------------- | ------ | ---------- |
| 9  | C    | Czechy            | Auda, Patrik         | 1989-08-29     | 206 cm | 107 kg     |
| 15 | PF   | Polska            | Bartosz, Mateusz     | 1987-03-29     | 205 cm | 103 kg     |
| 7  | PG   | Polska            | Grochowski, Grzegorz | 1993-03-15     | 180 cm | 84 kg      |
| 5  | SG   | Polska            | Jakóbczyk, Krzysztof | 1986-12-03     | 183 cm | 75 kg      |
| 6  | SF   | Polska            | Jarecki, Jacek       | 1988-08-20     | 196 cm | 98 kg      |
| 35 | PF   | Stany Zjednoczone | Johnson, Kevin       | 1984-06-04     | 201 cm | 102 kg     |
| 8  | SG   | Polska            | Malczyk, Marcin      | 1982-04-20     | 193 cm | 98 kg      |
| 12 | PG   | Stany Zjednoczone | Mitchell, Kwamain    | 1989-09-23     | 178 cm | 75 kg      |
| 14 | PG   | Polska            | Łączyński, Kamil     | 1989-04-17     | 183 cm |            |
| 4  | SF   | Polska            | Pawlak, Szymon       | 1998-03-16     | 192 cm | 82 kg      |
| 10 | SG   | Polska            | Sobczak, January     | 1997-12-03     | 178 cm | 69 kg      |
| 11 | SF   | Polska            | Wołoszyn, Bartłomiej | 1986-08-09     | 196 cm | 92 kg      |

Trener:  Jarosław Krysiewicz
 Asystenci: Wojciech Walich, Krzysztof Szablowski
W trakcie sezonu odeszli: Michal Batka, Jakub Dłuski, Kevin Fletcher oraz Hubert Pabian.

### Kadra 2013/2014
Źródło: 1lm.pzkosz.pl.
| Nr | Poz. | Nar.   | Nazwisko i imię      | Data urodzenia | Wzrost | Masa ciała |
| -- | ---- | ------ | -------------------- | -------------- | ------ | ---------- |
| 15 | C/F  | Polska | Bartosz, Mateusz     | 1987-03-29     | 203 cm | 100 kg     |
| 21 | PG   | Polska | Bręk, Dawid          | 1989-09-20     | 188 cm | 80 kg      |
| 13 | C    | Polska | Dłuski, Jakub        | 1987-07-15     | 200 cm | 113 kg     |
| 8  | G/F  | Polska | Garbacz, Jakub       | 1994-03-17     | 197 cm | 96 kg      |
| 33 | C/F  | Polska | Glabas, Wojciech     | 1990-01-02     | 207 cm | 107 kg     |
| 5  | G    | Polska | Jakóbczyk, Krzysztof | 1986-12-03     | 182 cm | 75 kg      |
| 31 | PG   | Polska | Kulon, Norbert       | 1992-03-20     | 187 cm | 80 kg      |
| 17 | G/F  | Polska | Mazur, Hubert        | 1984-06-10     | 191 cm | 92 kg      |
| 45 | F    | Polska | Pabian, Hubert       | 1989-01-21     | 199 cm | 99 kg      |
| 44 | SF   | Polska | Rduch, Szymon        | 1989-08-17     | 196 cm | 93 kg      |
| 11 | G/F  | Polska | Sikora, Sławomir     | 1986-04-02     | 193 cm | 89 kg      |
| 12 | C/F  | Polska | Szwed, Mateusz       | 1991-01-01     | 198 cm | 101 kg     |

Trener:  Jarosław Krysiewicz
 Asystenci: Wojciech Walich

### Kadra 2012/2013
Źródło: 1lm.pzkosz.pl.
| Nr | Poz. | Nar.   | Nazwisko i imię       | Data urodzenia | Wzrost | Masa ciała |
| -- | ---- | ------ | --------------------- | -------------- | ------ | ---------- |
| 21 | PG   | Polska | Bręk, Dawid           | 1989-09-20     | 185 cm |            |
| 13 | C/F  | Polska | Dłuski, Jakub         | 1987-07-15     | 199 cm |            |
| 33 | C    | Polska | Glabas, Wojciech      | 1990-01-02     | 207 cm | 107 kg     |
| 5  | G    | Polska | Jakóbczyk, Krzysztof  | 1986-12-03     | 182 cm |            |
| 14 | G/F  | Polska | Janczura, Emil        | 1987-09-10     | 190 cm |            |
| 10 | SG   | Polska | Kopczyński, Sebastian | 1995-08-19     | 187 cm |            |
| 9  | C/F  | Polska | Kwiatkowski, Łukasz   | 1979-02-11     | 205 cm | 105 kg     |
| 7  | SF   | Polska | Małecki, Grzegorz     | 1984-05-12     | 197 cm | 80 kg      |
| 17 | G/F  | Polska | Mazur, Hubert         | 1984-06-10     | 189 cm | 92 kg      |
| 4  | SF   | Polska | Rduch, Szymon         | 1989-08-17     | 196 cm |            |
| 12 | C/F  | Polska | Szwed, Mateusz        | 1991-01-01     | 198 cm |            |
| 6  | SG   | Polska | Wasielewski, Mateusz  | 1994-04-15     | 178 cm |            |

Trener:  Jarosław Krysiewicz
 Asystenci: Tomasz Skowron • Wojciech Walich

### Kadra 2010/2011
Źródło: rozgrywki.pzkosz.pl.
| AZS WSGK Polfarmex Kutno Skład 2010/2011 |  |        |                      |       |            |        |
| Trener: Andrzej Kowalczyk                |  |        |                      |       |            |        |
| Pozycja                                  |  |        | Nazwisko, Imię       | Kraj  | Urodzony   | Wzrost |
| C                                        |  | Polska | Mariusz Bacik        | (POL) | 04.01.1972 | 207 cm |
| SG                                       |  | Polska | Tomasz Smorawiński   | (POL) | 04.03.1987 | 190 cm |
| C                                        |  | Polska | Krzysztof Rydlewski  | (POL) | 22.05.1988 | 208 cm |
| SF                                       |  | Polska | Michał Marciniak     | (POL) | 23.12.1979 | 195 cm |
| SF                                       |  | Polska | Grzegorz Małecki     | (POL) | 12.05.1984 | 197 cm |
| PG                                       |  | Polska | Piotr Pustelnik      | (POL) | 02.08.1982 | 193 cm |
| PG                                       |  | Polska | Sebastian Kopczyński | (POL) | 10.07.1983 | 183 cm |
| C                                        |  | Polska | Tomasz Deja          | (POL) | 17.05.1983 | 201 cm |
| PG                                       |  | Polska | Mateusz Wasielewski  | (POL) | 15.04.1994 | 178 cm |
| C                                        |  | Polska | Aleksander Perka     | (POL) | 22.06.1987 | 201 cm |
| PF                                       |  | Polska | Kacper Kromer        | (POL) | 05.05.1987 | 204 cm |
| PG                                       |  | Polska | Paweł Pydych         | (POL) | 28.02.1982 | 177 cm |